# Chalcorana labialis
Espèce
Synonymes
- Rana labialis Boulenger, 1887
- Hylarana labialis (Boulenger, 1887)

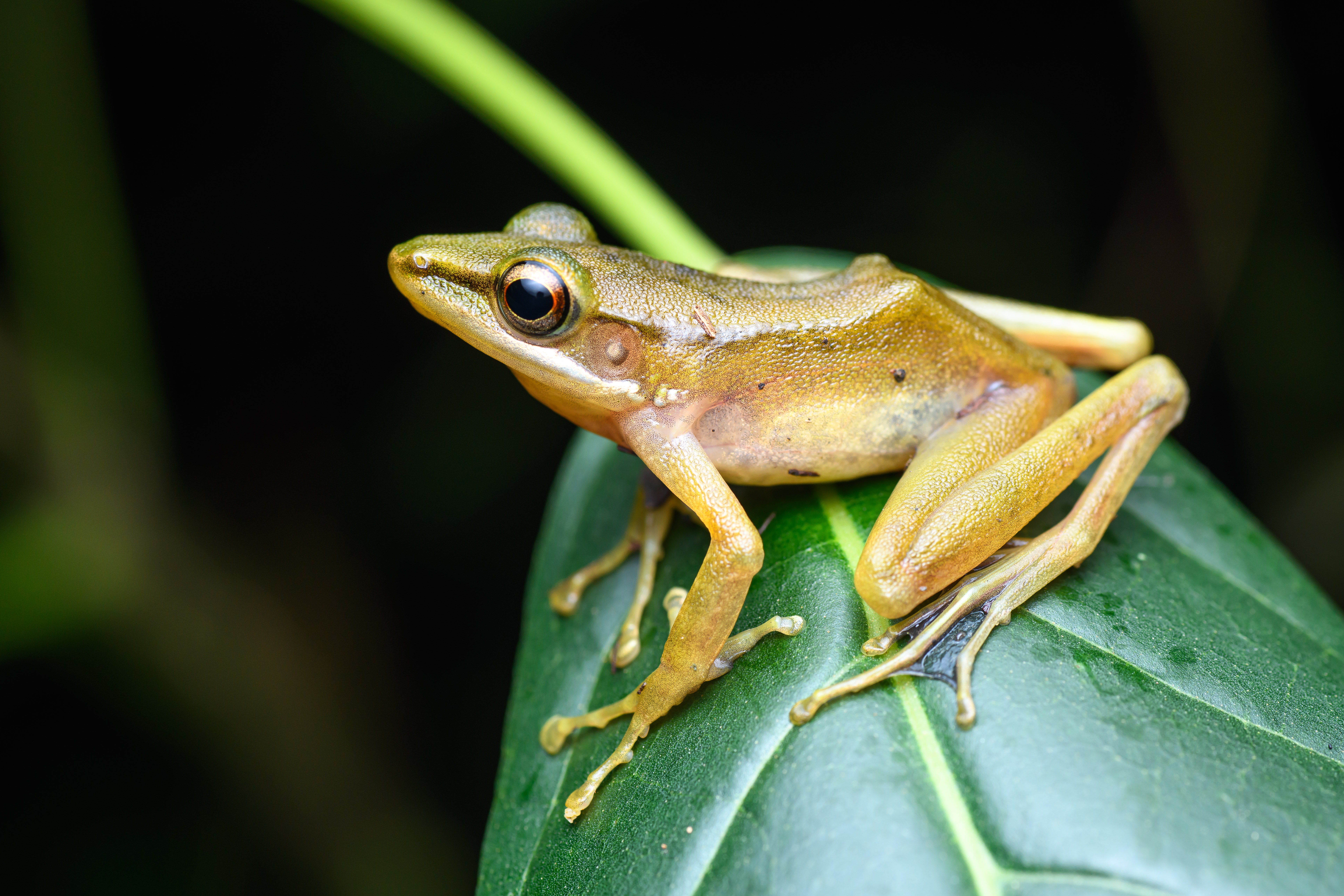
Chalcorana labialis

Chalcorana labialis est une espèce d'amphibiens de la famille des Ranidae.

## Répartition
Cette espèce se rencontre :
- sur l'île de Grande Nicobar dans les îles Andaman-et-Nicobar en Inde ;
- en Malaisie péninsulaire.

Sa présence est incertaine à Singapour.

## Publication originale
- Boulenger, 1887 : On new Batrachians from Malacca, The Annals and magazine of natural history; zoology, botany, and geology, sér. 5, vol. 19, p. 345-348 (texte intégral).